# Eva Ekvall
Eva Mónica Anna Ekvall Johnson (15 de marzo de 1983, Caracas - 17 de diciembre de 2011, Houston) fue una modelo y periodista venezolana de padre estadounidense de ascendencia sueca y de madre jamaiquina, ganadora del concurso Miss Venezuela 2000, año en que representaba al estado Apure. Ekvall representó a su país en el certamen Miss Universo 2001 en Bayamón, Puerto Rico, el 11 de mayo de 2001, donde obtuvo el título de Tercera Finalista.
Ekvall animó durante algún tiempo el programa Las Rottenmayer en el canal Televen, para luego pasar a la conducción del Noticiero Televen. Desde el año 2007 estuvo casada con el productor radiofónico John Fabio Bermúdez. En julio de 2009 dio a luz a Miranda Bermúdez Ekvall. Eva estudió Comunicación Social, en la Universidad Santa María, de Caracas. 
Se desempeñó como narradora de noticias de El Noticiero Televen, emisión matutina, hasta abril de 2011, cuando le recrudeció el cáncer de mama, ahora en su seno derecho.
Publicó Fuera de Foco, un libro narrado en primera persona, con fotografías de Roberto Mata, en el que documentó el proceso de diagnóstico, tratamiento y recuperación que vivió durante ocho meses, con el fin de erradicar el tumor de su seno izquierdo. A la vez, Ekvall se convirtió en una importante activista en la lucha contra el cáncer con la Fundación SenosAyuda.

## Fallecimiento
Eva falleció el 17 de diciembre de 2011 en Houston, Texas, Estados Unidos a causa del cáncer de seno, el cual le había sido diagnosticado en el mes de febrero del 2010.